# Joachim Ziegler
Joachim Ziegler (Hanau, 2 ottobre 1904 – Berlino, 2 maggio 1945) è stato un generale tedesco, alto ufficiale delle Waffen-SS durante la Seconda guerra mondiale. Fu comandante dell'11. SS Freiwilligen-Panzergrenadier-Division "Nordland" e fu decorato con la croce di cavaliere della croce di ferro con Fronde di Quercia.

## Biografia
Ziegler fu decorato con la Croce spagnola per la sua partecipazione nella Guerra civile spagnola, dove aveva combattuto con la Legione Condor. Nel 1939 servì come aiutante nella 3ª brigata panzer e il 23 settembre 1939 fu decorato con la Croce di Ferro di II Classe, alla quale seguì la Croce di Ferro di I Classe il 28 giugno 1940. Il 14 marzo 1943 fu promosso al grado di Oberst (colonnello) e prestò servizio nello stato maggiore dell'XXXXII. Armeekorps. Fu decorato con l'Ordine militare della Croce Tedesca in oro il 15 marzo 1943 e in seguito fu invitato dalla Wehrmacht ad entrare con una posizione di comando nelle Waffen-SS. Il suo numero nelle SS era il 491,403. Dal 20 giugno 1943 fu capo dello stato maggiore generale del III SS-Panzerkorps (germanisches), e nel novembre 1943 gli fu accordato il permesso di indossare l'uniforme delle SS per tutta la durata del suo comando.
Quando Fritz von Scholz rimase ucciso in azione il 28 luglio 1944, gli fu chiesto di prendere il comando dell'11. SS Freiwilligen-Panzergrenadier-Division "Nordland". Il 5 settembre 1944 fu decorato con la Croce di Cavaliere della Croce di Ferro per la sua conduzione di comando della divisione in azione e nell'aprile 1945 ricevette la Croce di Cavaliere della Croce di Ferro con Fronde di Quercia. La sua divisione dovette ritirarsi in quella che divenne nota come Sacca di Curlandia. Le forze sovietiche lanciarono diverse offensive contro le truppe tedesche in quella zona. Dal tardo ottobre al dicembre 1944, la divisione Nordland rimase intrappolata nella sacca; ai primi di dicembre la forza della divisione era crollata a 9000 uomini. Nel gennaio 1945 la divisione fu invitata a recarsi al porto baltico di Liepāja, dove venne evacuata via mare.
Durante la Battaglia di Berlino, la Nordland fu posizionata nel sud-est della città e a est dell'Aeroporto di Berlino-Tempelhof. Il 25 aprile 1945 l'SS-Brigadeführer Gustav Krukenberg fu nominato comandante del settore di difesa C di Berlino, che includeva la divisione Nordland. Ziegler fu rimosso dal suo comando della divisione lo stesso giorno. L'esatto motivo della sua destituzione non è noto. La sua destituzione fu richiesta dal generale Helmuth Weidling, comandante dell'area di difesa di Berlino.
Dopo il suicidio di Hitler avvenuto il 30 aprile 1945, Krukenberg mise insieme parte della sua scorta composta principalmente da volontari francesi della 33. Waffen-Grenadier-Division der SS "Charlemagne" per cercare di sfondare l'accerchiamento dell'Armata Rossa attorno a Berlino. Ziegler si unì a Krukenberg con un folto gruppo di uomini della divisione Nordland. Insieme riuscirono ad attraversare il fiume Sprea. Vicino alla Stazione di Berlino-Gesundbrunnen finirono sotto un fitto fuoco nemico e Ziegler rimase ferito. Ziegler morì per le ferite riportate il 2 maggio 1945.